# Bogislaw VII.

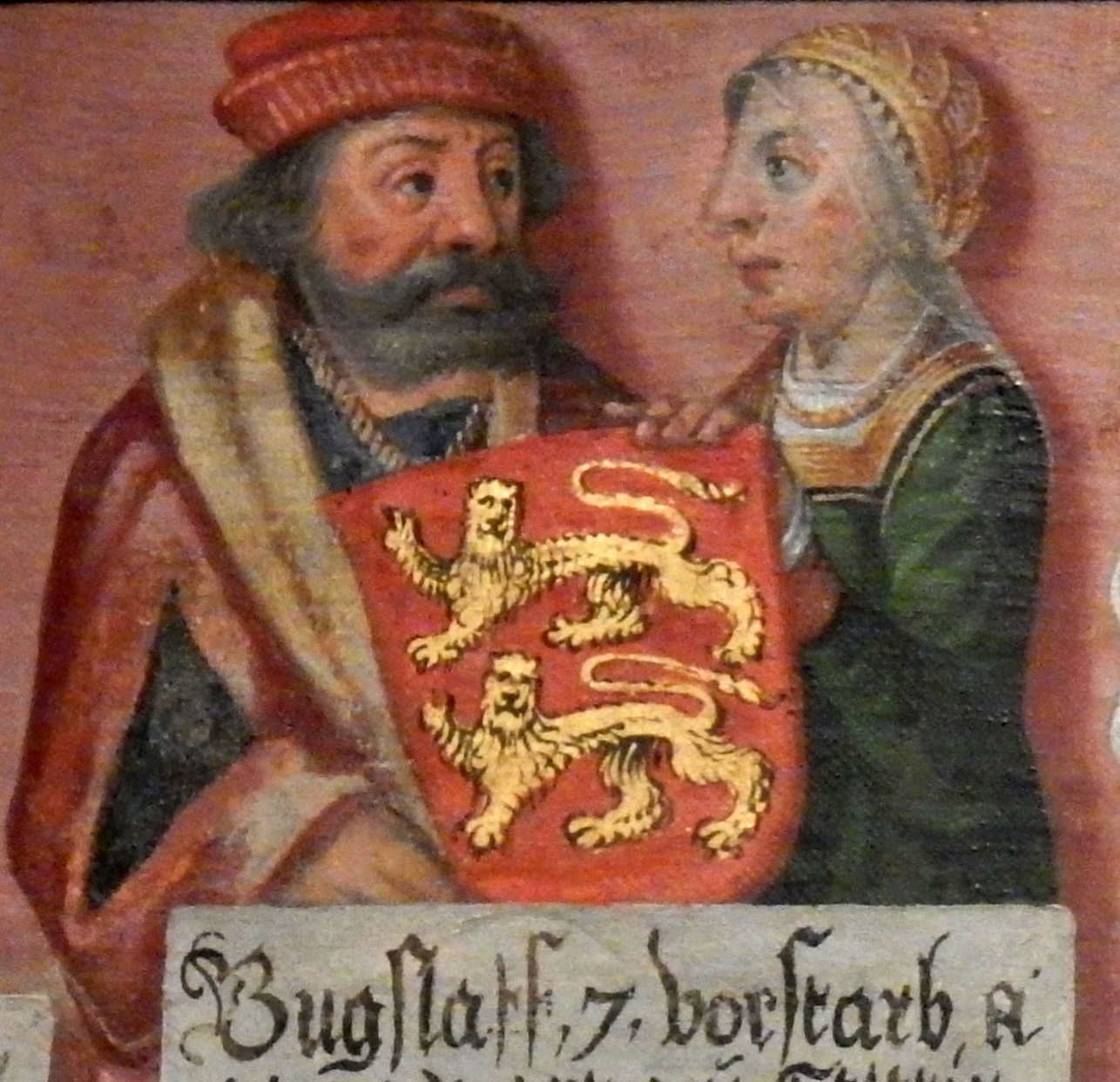
Bogislaw VII. mit seiner Gemahlin Elisabeth von Braunschweig-Grubenhagen, aus dem Stammbaum der Greifen von Cornelius Krommeny, 1598.

Bogislaw VII. (* vor 1355; † 1404) war ein Herzog von Pommern-Stettin aus dem Greifenhaus.

## Leben und Leistungen
Bogislaw VII. war ein Sohn von Herzog Barnim III. dem Kirchenstifter (um 1303–1368), der im pommerschen Teilherzogtum Pommern-Stettin regierte. Nach dem Tode von Barnim III. im Jahre 1368 übernahmen seine drei überlebenden Söhne, neben Bogislaw VII. seine älteren Brüder Kasimir III. und Swantibor III., gemeinsam die Herrschaft in Pommern-Stettin. 
Nachdem Kasimir III. 1372 im Kampf gegen Brandenburg fiel, setzten Swantibor III. und Bogislaw VII. die gemeinsame Regierung in Pommern-Stettin fort. Bogislaw wird in den Urkunden als gleichberechtigter Herzog genannt, stand aber im Schatten seiner älteren Brüder. Er starb 1404; sein überlebender Bruder Swantibor III. setzte die Regierung in Pommern-Stettin allein fort. 
Möglicherweise ist Bogislaw VII. identisch mit dem „hertog[e] va groetswün“, also wohl dem „Herzog von Groswin“, dessen Wappen in dem Codex Gelre, einem Wappenbuch aus dem Ende des 14. Jahrhunderts, abgebildet ist.